# 蒂沃利城堡

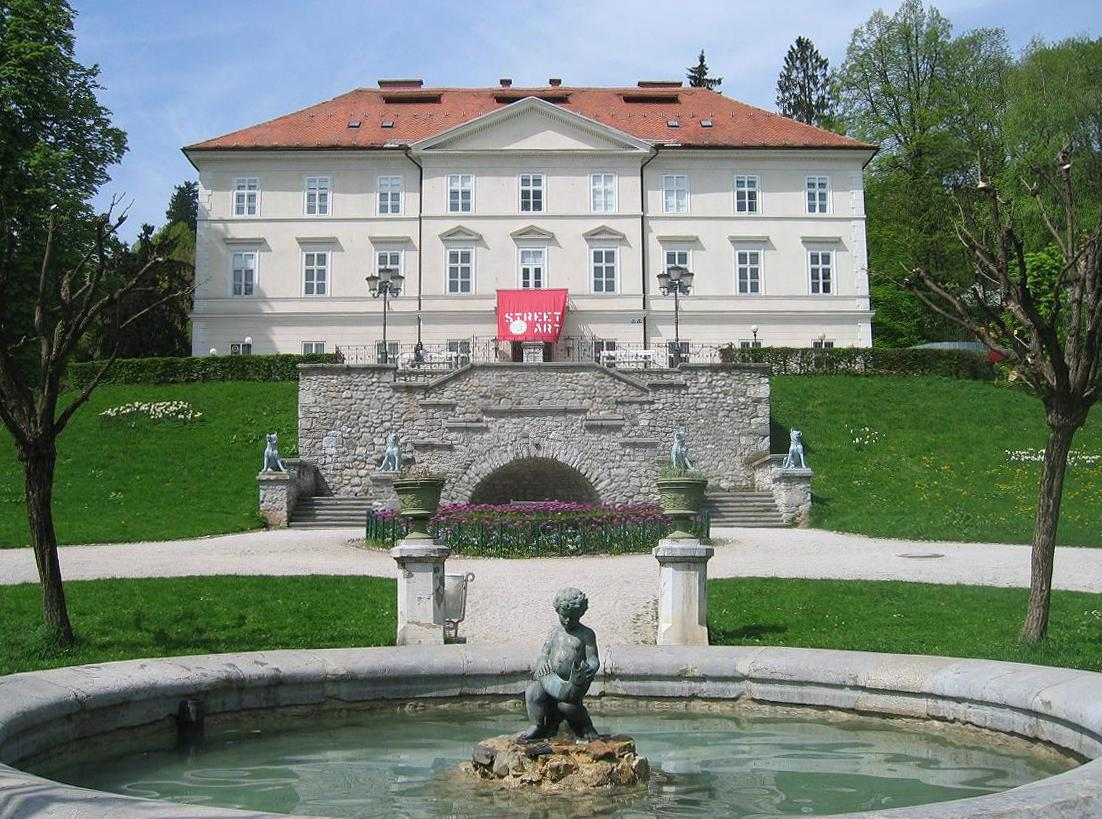
蒂沃利城堡

蒂沃利城堡是位於斯洛維尼亞首都盧比安納的一座建築。蒂沃利城堡地處市中心蒂沃利城市公園之內。現在蒂沃利城堡是一座美術館。